# 시티오브런던
시티오브런던(영어: City of London)은 그레이터런던의 가장 작은 행정 구역으로, 런던의 역사적 중심이다. 간단히 시티(the City)라고도 부른다. 런던 금융가의 중심으로, 잉글랜드 은행을 비롯해 JP모건 체이스, 골드만 삭스, 모건 스탠리, 아메리카 은행, 시티 그룹, HSBC 등 5,000개가 넘는 금융기관이 밀집해 있는 곳이다. 시티의 넓이는 1.12 제곱마일(2.90 km2)의 극히 좁은 지역으로, 그 경계선은 중세부터 거의 바뀌지 않고 있다.
시티오브런던의 지역정부는 시티오브런던 법인 (City of London Corporation)이라고 부르는데, 영국 내에서 독자적 지위를 지니며 경찰 당국 역할도 맡는 등 특별한 책임이 부여된 지역정부이다. 또 시티오브런던 경계를 넘어서도 관할권과 소유권을 행사한다는 점도 이례적이다. 시티오브런던 법인을 이끄는 수장은 런던 시장경 (Lord Mayor of London)이라 부르며, 이 또한 런던 시장과는 별개의 관직으로 더 연로한 인사가 맡게 된다. 현임 시장경은 2021년 11월 취임한 빈센트 키브니다. 시티오브런던은 총 25개 워드 (ward)로 나뉘며 그 시청은 유서깊은 건물인 길드홀에 자리해 있다. 시티오브런던의 또다른 역사적 명소로는 세인트 폴 대성당, 런던 증권 거래소, 시장경의 관저인 맨션 하우스, 올드 베일리, 스미스필드 시장이 있다. 여기에 시티오브런던 내에 위치해 있지는 않지만 바로 인접해 있는 런던 탑도 오랜 도시 방어선의 한 축으로 우뚝 서 왔다. 또한 시티오브런던으로 이어지는 다리가 다섯 개 있는데 각각 블랙프리어 브리지, 밀레니엄교, 서더크 브리지, 런던 브리지, 타워 브리지이다. 이들 다리는 모두 브리지 하우스 이스테이트라는 신탁회사를 통해 시티오브런던에서 관리할 의무를 지닌다.
시티오브런던은 런던 내에서도 손꼽히는 비즈니스 금융 센터로, 영국의 중앙은행인 잉글랜드 은행의 본관이 시티 내에 자리잡고 있다. 19세기를 거치면서 시티오브런던은 세계 최고의 금융 중심지로 변모하였으며, 지금도 대표적인 비즈니스 교류 중심지로서위상을 이어가고 있다. 2022년 국제금융센터지수에서는 미국의 뉴욕시에 이어 영국 런던이 2위를 차지한 바 있다. 시티오브런던 내에서도 동쪽의 로이즈 빌딩 일대 지역은 여러 보험사가 밀집한 업무지구로 유명하다. 한때는 이 일대가 런던의 유일한 금융 중심지로 군림하였으나, 1980년대 들어서 동쪽으로 2.5km 떨어진 지역에 카나리 워프라는 또다른 금융 업무지구가 조성되면서 옛말이 되었다.
시티오브런던의 인구는 2016년 영국 국가통계청 추산에 따르면 총 9,401명이다. 그러나 시티오브런던에서 근무하는 인구는 50만 명에 달하는 것으로 집계되며, 시티오브런던의 유동인구가 100만 명을 넘는 것으로 추산한 통계도 있다. 시티오브런던의 근로자 직종 가운데 4분의 3은 금융계, 전문직, 관련 비즈니스 업계인 것으로 집계된다. 시티오브런던에서 금융업계 뿐만 아니라 법조계가 차지하는 비중도 적지 않은데, 시티 북부와 서부에는 사법연수원 격인 법조학원 (Inns of Court)가 각각 설치되어 있다. 이들은 지역 명칭인 템플에서 이름을 따와 각각 이너 템플, 미들 템플이라 부른다.

## 역사
시티오브런던의 역사는 런던의 역사와 대를 같이 한다. 지금의 시티오브런던 일대는 기원전 1세기경부터 형성되었으며, 원래 이름은 린딘 (Lyndyn)이었다.
이후 고대 로마군이 브리튼 섬을 침공하면서 로마군과의 접촉이 잦아졌다. 기원전 55년에는 카이사르 황제가 브리튼 원정에 나서 템스강변에 왔다가 돌아갔다. 약 90년 뒤인 서기 43년에는 클라우디우스 황제가 이끄는 로마군이 템스강을 거슬러 온 뒤 런던 일대 강변에 로마식 건물과 성벽 (런던 월)을 조성한 다음 라틴어로 론디니움 (Londinium)이라는 명칭을 붙였다. 론디니움은 훗날 도시 '런던'이 되었으며, 시티오브런던의 옛 지명이 되었다.

## 인구
| 연도                                    | 인구    | ±%     |
| --------------------------------------- | ------- | ------ |
| 1801                                    | 130,117 | —      |
| 1811                                    | 122,924 | −5.5%  |
| 1821                                    | 127,040 | +3.3%  |
| 1831                                    | 125,353 | −1.3%  |
| 1841                                    | 127,514 | +1.7%  |
| 1851                                    | 132,734 | +4.1%  |
| 1861                                    | 108,078 | −18.6% |
| 1871                                    | 83,421  | −22.8% |
| 1881                                    | 58,764  | −29.6% |
| 1891                                    | 43,882  | −25.3% |
| 1901                                    | 32,649  | −25.6% |
| 1911                                    | 24,292  | −25.6% |
| 1921                                    | 19,564  | −19.5% |
| 1931                                    | 15,758  | −19.5% |
| 1941                                    | 10,920  | −30.7% |
| 1951                                    | 7,568   | −30.7% |
| 1961                                    | 5,718   | −24.4% |
| 1971                                    | 4,325   | −24.4% |
| 1981                                    | 4,603   | +6.4%  |
| 1991                                    | 3,861   | −16.1% |
| 2001                                    | 7,186   | +86.1% |
| 2011                                    | 7,375   | +2.6%  |
| Sources: Office for National Statistics |         |        |

## 기후
| London Weather Centre 1971–2000, 43 m asl의 기후 | London Weather Centre 1971–2000, 43 m asl의 기후 | London Weather Centre 1971–2000, 43 m asl의 기후 | London Weather Centre 1971–2000, 43 m asl의 기후 | London Weather Centre 1971–2000, 43 m asl의 기후 | London Weather Centre 1971–2000, 43 m asl의 기후 | London Weather Centre 1971–2000, 43 m asl의 기후 | London Weather Centre 1971–2000, 43 m asl의 기후 | London Weather Centre 1971–2000, 43 m asl의 기후 | London Weather Centre 1971–2000, 43 m asl의 기후 | London Weather Centre 1971–2000, 43 m asl의 기후 | London Weather Centre 1971–2000, 43 m asl의 기후 | London Weather Centre 1971–2000, 43 m asl의 기후 | London Weather Centre 1971–2000, 43 m asl의 기후 |
| 월                                               | 1월                                              | 2월                                              | 3월                                              | 4월                                              | 5월                                              | 6월                                              | 7월                                              | 8월                                              | 9월                                              | 10월                                             | 11월                                             | 12월                                             | 연간                                             |
| ------------------------------------------------ | ------------------------------------------------ | ------------------------------------------------ | ------------------------------------------------ | ------------------------------------------------ | ------------------------------------------------ | ------------------------------------------------ | ------------------------------------------------ | ------------------------------------------------ | ------------------------------------------------ | ------------------------------------------------ | ------------------------------------------------ | ------------------------------------------------ | ------------------------------------------------ |
| 일평균 최고 기온 °C (°F)                         | 8.3 (46.9)                                       | 8.5 (47.3)                                       | 11.1 (52.0)                                      | 13.5 (56.3)                                      | 17.1 (62.8)                                      | 20.0 (68.0)                                      | 22.6 (72.7)                                      | 22.5 (72.5)                                      | 19.3 (66.7)                                      | 15.3 (59.5)                                      | 11.2 (52.2)                                      | 9.1 (48.4)                                       | 14.9 (58.8)                                      |
| 일평균 최저 기온 °C (°F)                         | 3.7 (38.7)                                       | 3.4 (38.1)                                       | 5.0 (41.0)                                       | 6.4 (43.5)                                       | 9.4 (48.9)                                       | 12.3 (54.1)                                      | 14.6 (58.3)                                      | 14.7 (58.5)                                      | 12.5 (54.5)                                      | 9.6 (49.3)                                       | 6.2 (43.2)                                       | 4.7 (40.5)                                       | 8.5 (47.4)                                       |
| 출처: yr.no                                      |                                                  |                                                  |                                                  |                                                  |                                                  |                                                  |                                                  |                                                  |                                                  |                                                  |                                                  |                                                  |                                                  |

## 같이 보기
- 시티오브런던 법인
- 론디니움